# (400059) 2006 SA95
(400059) 2006 SA95 es un asteroide perteneciente al cinturón de asteroides, descubierto el 18 de septiembre de 2006 por el equipo del Spacewatch desde el Observatorio Nacional de Kitt Peak, Arizona, Estados Unidos.

## Designación y nombre
Designado provisionalmente como 2006 SA95.

## Características orbitales
2006 SA95 está situado a una distancia media del Sol de 2,767 ua, pudiendo alejarse hasta 2,925 ua y acercarse hasta 2,608 ua. Su excentricidad es 0,057 y la inclinación orbital 6,102 grados. Emplea 1681,25 días en completar una órbita alrededor del Sol.

## Características físicas
La magnitud absoluta de 2006 SA95 es 17.